# 湊町ジャンクション

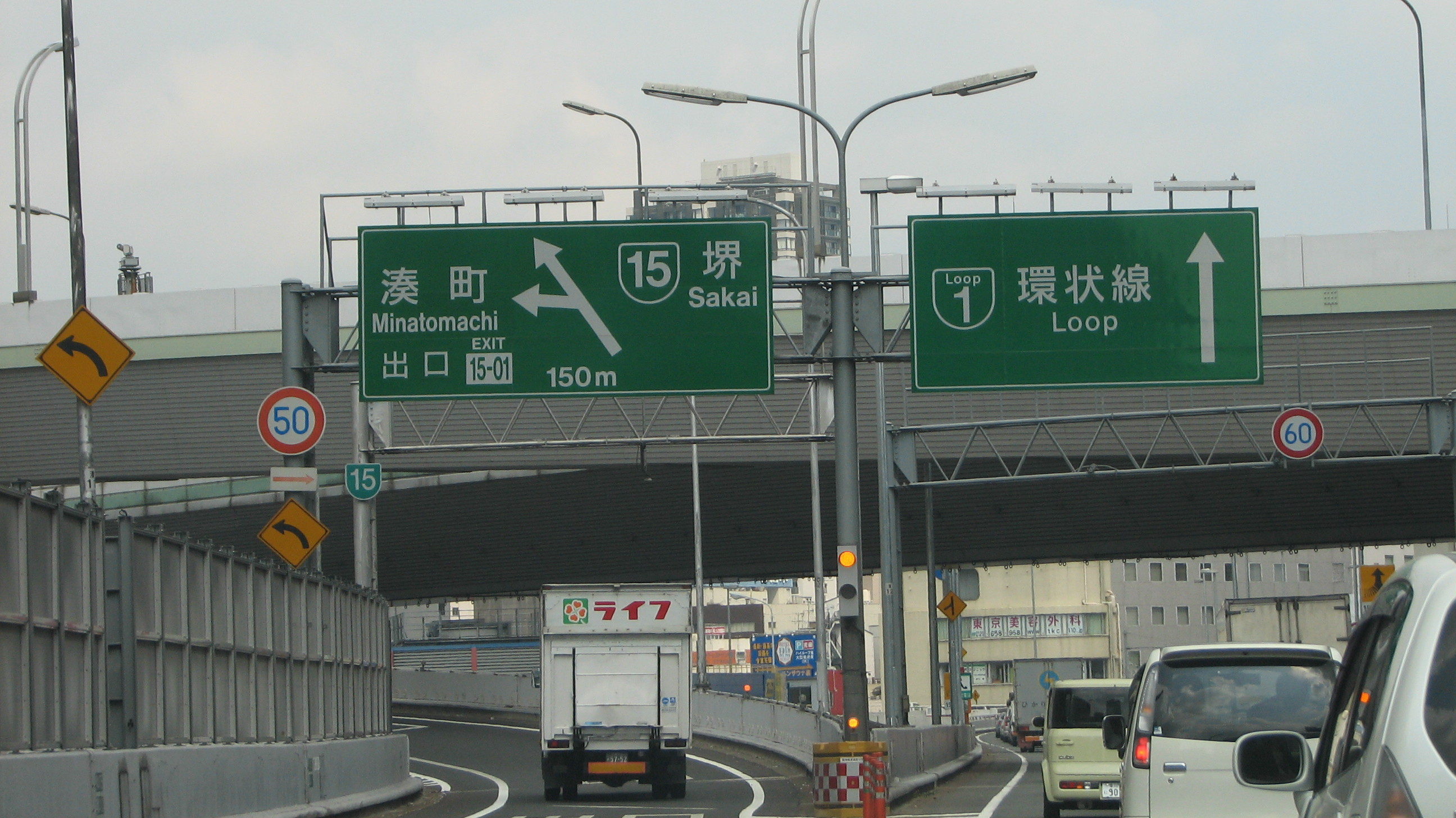
湊町JCT(松原線方面から)

湊町ジャンクション（みなとまちジャンクション）とは、大阪府大阪市中央区難波にある阪神高速道路1号環状線と15号堺線のジャンクションである。供用以来名前を与えられていなかったが、2018年5月21日に「湊町ジャンクション」という仮称とともに名称が募集され、同年6月28日に仮称の通りに命名された。

## 道路
- 阪神高速1号環状線
- 阪神高速15号堺線

## 歴史
- 1967年（昭和42年）3月10日：1号環状線の道頓堀 - 湊町間が開通[3]。
- 1970年（昭和45年）3月13日：15号堺線の湊町 - 堺間開通により、当JCT（堺線上りから環状線へ向かうランプのみ）が供用[4]。
- 1971年（昭和46年）4月1日 : 環状線から堺線下りへのランプ（湊町南連絡線）が開通。[5]
- 1972年（昭和47年）4月5日 : 15号堺線の高津 - 湊町間が開通。[6]
- 1974年（昭和49年）10月1日 : 堺線下りから環状線へのランプ（湊町北連絡線）が開通。[7]
- 2018年（平成30年）
  - 5月21日：阪神高速道路株式会社がジャンクション名を募集[1]。
  - 6月28日：名称が湊町ジャンクションに決定[2]。

## 隣
阪神高速1号環状線
(1-14) なんば出口 - 湊町JCT - (1-01) 湊町出入口
 阪神高速15号堺線
(1-11) 高津入口 - 高津JCT - 湊町JCT - (15-01) 湊町出入口